# 矮小无距凤仙花
矮小无距凤仙花（学名：Impatiens margaritifera var. humilis）为凤仙花科凤仙花属下的一个变种。

## 扩展阅读
- 維基物種上的相關：矮小无距凤仙花